# عصارة خلوية

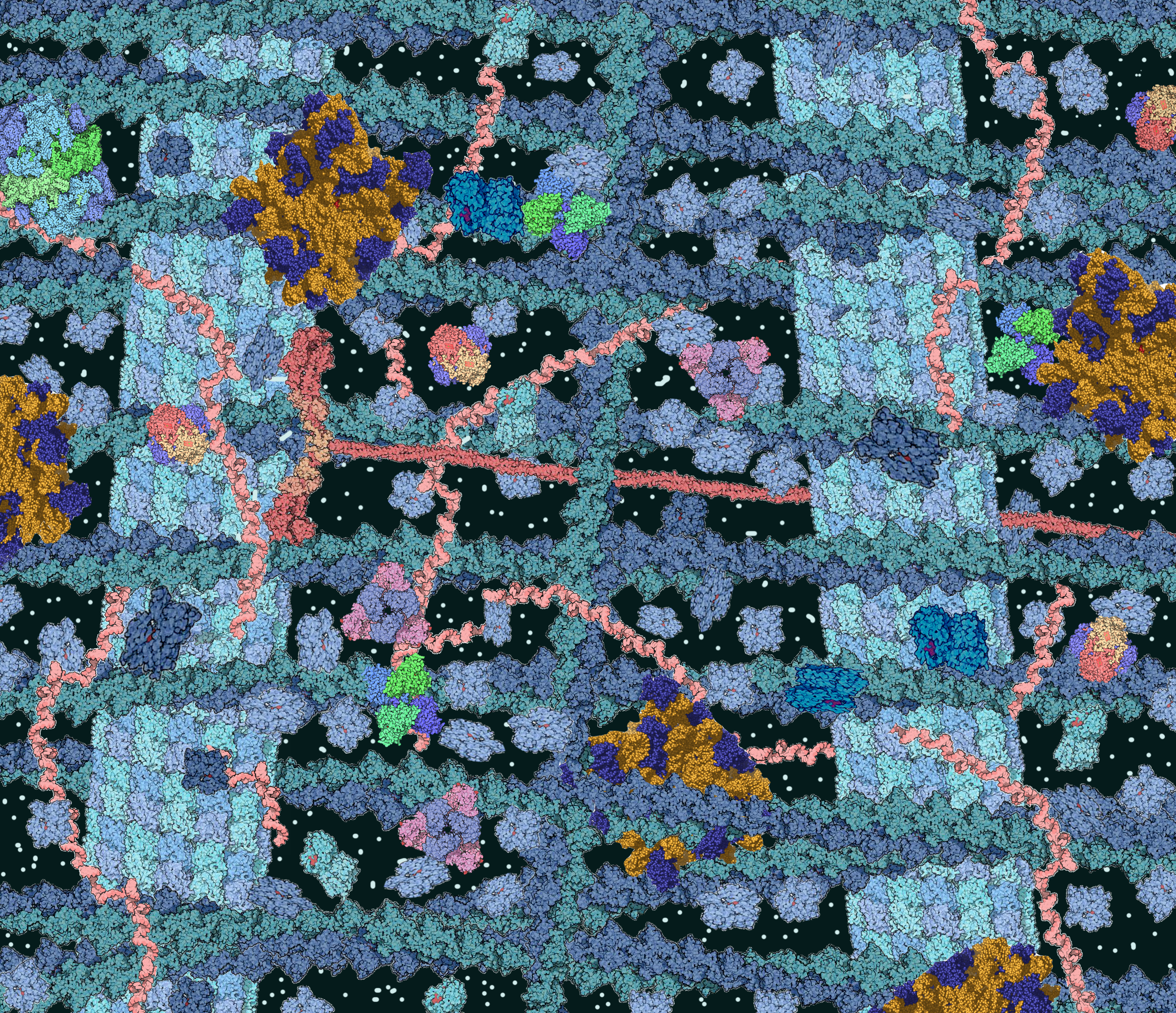
العُصارة الخَلوية هي محلول مُتزاحِم من الجزيئات مُختلفة الأنواع والتي تملئ مُعظم حجم الخلايا.

العُصارَة الخَلَوِيَّة أو عُصارة الخَليَّة (بالإنجليزية: Cytosol)‏ وتُترجم حرفيًا إلى «السيتوسول»، وتُسمى أيضًا المَصفُوْفَة السيتوبلازمية أو المَطْرِس السيتوبلازمي (بالإنجليزية: Cytoplasmic matrix)‏، هيَ المادة الرئيسية للسيتوبلازم، وهي سائل مُعلق موجود داخل الخلايا، حيثُ تُعلق أو تذوبُ فيه المواد الكيميائية العضوية وغير العضوية والجزيئات والصبغيات والبلورات والعضيات الخَلوية. تشكل العصارة الخلوية مُعظم السائل داخل الخلية، وتقسم إلى أكثر من حيز بواسطة الأغشية، كما هو الحال في المَصفُوفَة الميتوكندرية التي تُقسم الميتوكندريون إلى العديد من الحُجرات.
تتواجد العُصارة الخَلَويَّة في الخلايا حقيقيات النوى ضِمن الغشاء الخلوي وتُشكل جزءًا مِن السيتوبلازم الذي يضُم أيضًا الميتوكندريا والبلاستيدات والعُضيات الخلوية الأخرى (ولكن لا يضم هياكلها وسوائلها الداخلية)، كما أنَّ نواة الخلية تكون مُنفصلة، وبالتالي فإنَّ العُصارة الخَلَويَّة هي عبارة عن مَصفوفة سائِلة مُحيطة بالعضيات الخلوية، وفي حَقيقيات النوى تحدث العديد مِن المسارات الأيضية في العُصارة الخلوية، ويحدُث جزء آخر داخل العُضيات، أما في بدائيات النوى، فإنَّ مُعظم التفاعلات الكيميائية لِعملية الأيض تحدث في العُصارة الخلوية، وجزء بسيط مِنها يحدث ضمن الأغشية أو في الحيز المُحيط بالجِبلَة المُحيطيَّة.
العُصارَة الخَلَوِيَّة هي خليط معقد من المواد المذابة في الماء، وعلى الرغم من أنَّ الماء يُشكل الغالبية العظمى من العُصارة إلا أنَّ خواصه وتركيبه ضمن الخلايا غير مفهوم جيدًا. يختلف تركيز أيونات الصوديوم والبوتاسيوم في العُصارة الخلوية عن السائل خارج الخَلية، وهذا الاختلاف مُهم في بعض العمليات مِثل التنظيم الأسموزي وتأشير الخلية وتوليد جهد الفعل في الخلايا المستثارة مثل الخلايا العضلية والعصبية والصماء. تحتوي العصارة الخلوية أيضًا على كمياتٍ كبيرة من الجزيئات الضخمة والتي من المُمكن أن تُغير كيفية تصرف الجُزيئات بواسطة تزاحم الجزيئات الضخمة.
على الرغم من أنهُ قد يُعتقد أنَّ العصارة الخلوية عبارة عن محلول بسيط من الجُزيئات، إلا أنها تمتلك مُستوياتٍ مُتعددة من التنظيم الخلوي، والذي يتضمن تَدرُج تركيز الجزيئات الصغيرة مثل الكالسيوم والمركبات الإنزيمية الكبيرة التي تعمل معًا في المسارات الأيضية، ويتضمن أيضًا المركبات البروتينية مِثل الجسيمات البروتينية والجسميات الكربوكسيلية التي تُطَوِق وتفصل أجزاء العُصارة الخلوية.

## التعريف
استُعمِلَ مُصطلح العُصارة الخلوية (السيتوسول) للمرةِ الأولى عام 1965 بواسطة هنري لارد، وكانُ في البداية يُشير إلى السائل المُنتج من تكسيرِ الخلايا وتكوير جميع المُكونات غير القابلة للذوبان بواسطة المِنْبَذَة الفائِقَة،، وبما أنَّ المُستخرج الخلوي القابِل للذوبان غير مُطابق للجزء السيتوبلازمي الخلوي القابل للذوبان فقد سُمي باسم الجزء السيتوبلازمي.
يُستخدم مُصطلح العُصارة الخلوية حاليًا ليُشير إلى الجانِب السائل للسيتوبلازم في الخلية السليمة، وبالتالي يُستثنى منها أي جزء سيتوبلازمي مُضمن داخل العُضيات الخلوية. نظرًا لاحتمال الخَلطِ بين استعمال كلمة العُصارة الخلوية للإشارة إلى مُستخرجات الخلايا والجزء القابل للذوبان من السيتوبلازم في الخلايا السليمة، فإنَّ عبارة «السيتوبلازم المائي» أصبحت تُستخدم لوصف المحتويات السائلة في سيتوبلازم الخلايا الحية.
استُخدمت مُصطلحات أخرى قبل هذا المُصطلح لوصف السائل الخَلوي، ولكنها لا تُعتبر مترادفات؛ لأنَّ طبيعتها غير واضحة تمامًا، ومن الأمثلة عليها البروتوبلازم.

## الخواص والمكونات

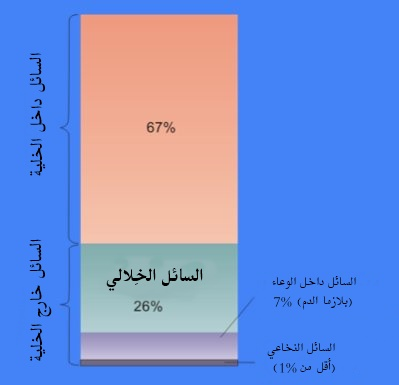
محتوى السائل داخِل الخلية في البشر.

تَختلف نِسبة العصارة الخلوية من حجم الخلية، فمثلًا تُشكل العصارة الخلوية الجُزء الأكبر من بنية الخلية في البكتيريا، أما في الخلايا النباتية فإنَّ الجزء الأكبر تحتله الفجوة العصارية المركزية الكبيرة. تتكون العُصارة الخلوية في مُعظمها من الماء والأيونات المذابة والجزيئات الصغيرة والجزيئات الكبيرة القابلة للذوبان في الماء (مثل البروتينات)، كما أنَّ مُعظم هذه الجزيئات غير البروتينية تمتلك كتلة جزيئية أقل من 300 دالتون. يُعتبر هذا الخليط من الجزيئات الصغيرة مُعقدًا للغاية؛ وذلك لأنَّ مجموعة مُتنوعة هائِلة من هذه الجُزيئات تُعتبر من نواتج عملية الأيض، فمثلًا أكثر من 200 ألف جُزيء صغير مُختلف قد يُصنع في النباتات، وذلك إن لم تكن جميع هذه الجُزيئات موجودة في نفس النوع أو في خلية واحدة. تتوقع بعض التقديرات أنَّ عدد نواتج الأيض في الخلايا الوحيدة مثل الإشريكية القولونية وفطر الخميرة يبلغ أقل من 1000 ناتج.

### الماء
مُعظم العُصارة الخلوية ماء، حيثُ يُشكل حوالي 70% من الحجم الكُلي للخلية النموذجية. الأس الهيدروجيني للسائل داخل الخلية هو 7.4، بينما الأس الهيدروجيني للعُصارة الخلوية البشرية يترواح بين 7.0 - 7.4، وغالبًا ما يكون أعلى إذا كانت الخلية في طور النُمو. إنَّ لزوجة السيتوبلازم هي تقريبًا نفس لزوجة الماء النقي، وعلى الرغم من هذا فإنَّ انتشار الجزيئات الصغيرة من خلال السيتوبلازم أبطأ بحوالي أربعة أضعاف مما هيَ عليه في الماء النقي؛ وذلك غالبًا بسبب التصادمات مع الأعداد الكبيرة من الجزيئات الضخمة في العصارة الخلوية. بَحثت دراسات في الروبيان الملحي حولَ كيفية تأثير الماء على وظائف الخلية، حيثُ أظهرت أنَّ انخفاض 20% في كمية الماء في الخلية يؤدي إلى تثبيط عملية الأيض، وعندما يصل مُستوى الماء إلى أقل من 70% من المستوى الاعتيادي فإنَّ عملية الأيض تنخفض تدريجيًا وبالتالي سوفَ تجف الخلية وتتوقف جميع النشاطات الأيضية.
على الرغم من أنَّ الماء مُهم للحياة، إلا أنَّ بنية الماء في العُصارة الخلوية غير مفهومة جيدًا؛ وذلك غالبًا لأنَّ الأساليب مثل مطيافية الرنين المغناطيسي النووي تُعطي معلوماتٍ فقط عن متوسطِ بنية الماء في العُصارة الخلوية، ولا تستطيع قياس الاختلافات الموضعية في المقياس المجهري.
تعتمد وُجهة النظر التقليدية حول الماء في الخلايا أنَّ 5% من هذا الماء مُرتبطة بقوة في المذابات أو الجزيئات الضخمة كما يحدث في عملية التذاوب، في حين أنَّ غالبية الماء الأخرى تمتلك نفس بُنية الماء النقي. ماء التذاوب غير نشط اسموزيًا وقد يمتلك خواص المُذيبات المُختلفة، بحيثُ تستثنى بعض الجُزيئات الذائبة، ويتركز بعضها الآخر. على الرغم من ذلك، يرى آخرون أنَّ آثار التراكيز العالية من الجزيئات الضخمة في الخلايا يمتد في جميع أنحاء العُصارة الخلوية، وأنَّ الماء في الخلايا يتصرف بشكلٍ مُختلف عن الماء في المحاليل المُخففة، وتتضمن هذه الآراء الاقتراح بأنَّ الخلايا تحتوي على مناطق ذات كثافة عالية ومنخفضة للماء، مما قد يؤثر على نطاقٍ واسع على هياكل ووظائف الأجزاء الأخرى من الخلية. مع ذلك، فإنَّ الاستعمال المُتقدم المُباشر لمطيافية الرنين المغناطيسي النووي لقياس حركة الماء في الخلايا الحية يُظهر ما يُناقض هذه الفكرة، حيث يُشير أنَّ 85% من ماء الخلية يتصرف مثل الماء النقي، والجزء المُتبقي أقلُ حركةً ويُحتمل ارتباطه مع الجزيئات الضخمة.

### الأيونات
تختلف تراكيز الأيونات الأخرى في العُصارة الخلوية تمامًا عن تلك الموجودة في السائل خارج الخلية، وأيضًا تحتوي العُصارة الخلوية على كمياتٍ أكبر من الجزيئات الضخمة المَشحونة مثل البروتينات والأحماض النووية عن تلك الموجودة خارج بنية الخلية.
| الأيون                         | التركيز في العصارة الخلوية (ميلي مولار) | التركيز في الدم (ميلي مولار) |
| ------------------------------ | --------------------------------------- | ---------------------------- |
| بوتاسيوم                       | 139                                     | 4                            |
| صوديوم                         | 12                                      | 145                          |
| كلوريد                         | 4                                       | 116                          |
| بيكربونات                      | 12                                      | 29                           |
| الأحماض الأمينية في البروتينات | 138                                     | 9                            |
| مغنسيوم                        | 0.8                                     | 1.5                          |
| كالسيوم                        | <0.0002                                 | 1.8                          |

على عكسِ السائل خارج الخلية، فإنَّ العُصارة الخلوية تحتوي على تركيزٍ عالٍ من أيونات البوتاسيوم وتركيزٍ مُنخفض من أيونات الصوديوم، وهذا الاختلاف مُهم جدًا في التنظيم الاسموزي؛ لأنه إذا كانت مُستويات الأيونات داخل الخلية كما في خارجها، فإنَّ الماء سوف يدخل اسموزيًا باستمرارٍ؛ وذلك لأنَّ مستويات الجزيئات الضخمة داخل الخلايا أعلى من مستوياتها خارجها. بدلًا من ذلك، فإنَّ أيونات الصوديوم تُقذف وأيونات البوتاسيوم تُؤخذ عبر مضخة الصوديوم والبوتاسيوم، ثم تتدفق أيونات البوتاسيوم بناءً على تدرج تركيزها عبر القنوات الأيونية الانتقائية للبوتاسيوم، ويؤدي هذا الفقدان في الشُحنة الموجبة إلى حدوث الجهد الغشائي السالب، ولتحقيق التوازن في فرق الجهد، فإنَّ أيونات الكلوريد السالبة تخرج أيضًا من الخلية عبر قنوات الكلوريد الانتقائية، ويؤدي فقدان أيونات الصوديوم والكلوريد إلى التعويض عن التأثير الاسموزي للتركيز العالي للجزيئات العضوية داخل الخلية.

التغيير الأيوني للصوديوم والبوتاسيوم باستعمال مضخة الصوديوم والبوتاسيوم، ومع نشاط إنزيم الأدينوسين ثلاثي الفوسفات.

تستطيع الخلايا التَعامل مع التغيرات الاسموزية الكبيرة من خلال تجميعِ الحاميات الأسموزية مثل البيتائين والطرهالوز في عصارتها الخلوية. تسمح بعض هذه الجزيئات للخلايا للبقاء على قيدِ الحياة ومنع تجفيفها تمامًا، كما تسمحُ للكائن الحي بالدخول في حالةٍ حيويةٍ مُعلقة أو موقوفة تُسمى الحيوية الخفية، وفي هذه الحالة تُصبح العُصارة الخلوية والحاميات الأسموزية صلبةً كالزُجاج، حيث تساعد على تثبيت البروتينات والأغشية الخلوية من الآثار الضارة الناجمة عن الجفاف.
يسمح تركيز الكاسيوم المُنخفض في العصارة الخلوية لأيونات الكالسيوم للعمل كمرسال ثاني في تأشير الكالسيوم، حيث تقوم هنا إشارة مثل هرمون أو جهد فعل بفتحِ قنوات الكالسيوم مما يسمح بتدفقِ الكالسيوم إلى العصارة الخلوية، وتؤدي هذه الزيادة المُفاجئة في الكالسيوم العصاري الخلوي إلى تنشيط جزيئات الإشارة الأخرى مثل الكالموديولين وكيناز البروتين C. قد تمتلك الأيونات الأخرى مثل الكلوريد والبوتاسيوم وظائف إشارية في العُصارة الخلوية، ولكن هذه الأيونات غير مفهومة جيدًا.

### الجزيئات الضخمة
تَذوب جزيئات البروتين التي لا ترتبط بالأغشية الخلوية أو بالهيكل الخلوي في العُصارة الخلوية. كمية البروتين في الخلايا عالية للغاية، حيثُ تقترب من 200 ملغ/مل، وتأخذ حوالي 20-30% من حجم العُصارة الخلوية، وبالرغم من هذا، فإنهُ من الصعب القياس الدقيق لكمية البروتين الذائب في العُصارة الخلوية للخلايا السليمة؛ وذلك لأنَّ بعض البروتينات ترتبط بشكلٍ ضعيف مع الأغشية أو العضيات في الخلايا السليمة، كما أنها تنطلق نحوَ المحلول أثناء انحلال الخلايا. عندما مُزقَ غشاء الخلايا البلازمي بحرص أثناء التجارب باستعمال الصابونين ودون الإضرار بأغشية الخلايا الأخرى، فإنَّ حوالي رُبع البروتين فقط انطلقَ نحو المحلول، كما كانت هذه الخلايا قادرة على تَخليق البروتينات في حالِ مُنحت أدينوسين ثلاثي الفوسفات وأحماض أمينية، وهذا يُدلل على أنَّ العديد من الإنزيمات تكون مُرتبطة بالهيكل الخلوي في العُصارة الخلوية. مع ذلك، فإنَّه من غير المرجح صِحة فكرة أنَّ مُعظم البروتينات في الخلايا ترتبط بقوة في شبكة تُسمى الشبيكة الحُوَيْجِزية الدقيقة.
تحتوي العُصارة الخلوية في بدائيات النوى على المجموع المورثي الخلوي، وذلك ضمنَ هيكلٍ يُسمى النوواني، وهو عبارة عن كتلة غير منتظمة من الحمض النووي الريبوزي منقوص الأكسجين والمرتبط مع بروتينات تتحكم في نسخ وتضاعف الكروموسوم والبلازميد البكتيري. أما في حقيقات النوى، فإنَّ المجموع المورثي يتواجد في نواة الخلية، والتي تُعتبر مفصولة عن العُصارة الخلوية بواسطة المسام النووية التي تمنع انتشار أي جزيء قطره أكبر من 10 نانومتر.
يؤدي التركيز العالي للجزيئات الضخمة في العُصارة الخلوية إلى تأثيرٍ يُسمى تزاحم الجزيئات الضخمة، والذي يحدث عند زيادة التركيز الفعال للجزيئات الضخمة الأخرى؛ وذلك لأنَّ الجزيئات الضخمة تمتلك حجمًا أقل للتحرك في العصارة الخلوية. قد يُنتِج هذا التزاحُم تغيراتٍ كبيرة في سرعة التفاعلات وحالة التوازن الكيميائي للتفاعلات في العصارة الخلوية. من المهم بشكلٍ خاص قدرتها على تغيير ثوابت الانحلال من خلال تفضيل الارتباط مع الجزيئات الضخمة، وذلك كما يحدث عندما تتجمع بروتينات متعددة لتشكيل مركبات بروتينية، أو عندما يرتبط البروتين المرتبط بالحمض النووي الريبوزي منقوص الأكسجين مع المنطقة الهدف في المجموع المورثي.

## تنظيم العُصارة
بالرغم من أنَّ مُكونات العصارة الخلوية غير مُقسمة إلى مناطق بواسطة الأغشية الخلوية، إلا أنَّ هذه المكونات لا تختلط بشكلٍ عشوائي، وعلاوةً على ذلك، فإنهُ توجد عدة مستويات تنظيمية تُساعد على تموضُع الجزيئات لتحديد مواقعها ضمن العصارة الخلوية.

### تدرجات التركيز
على الرغم من أنَّ الجزيئات الصَغيرة تنتشر بسرعة في العُصارة الخلوية، إلا أنهُ قد تحدث تدرجات في التركيز ضمن العُصارة نفسها، ومن الأمثلة المَدروسة على ذلك «شرارات الكالسيوم» التي تُنتج لفترةٍ قصيرة حول منطقة قناة الكالسيوم المفتوحة، والتي يبلغ قطرها 2 ميكرومتر وتستمر فقط لبضعة أجزاء من الثانية، وأيضًا قد تندمج العديد من الشرارات لتُشكِلَ تدرجاتٍ أكبر في التركيز، وتُسمى في هذه الحالة «موجات الكالسيوم». قد تنتج تدرجات في التركيز في الجزيئات الصغيرة الأخرى مثل الأكسجين والأدينوسين ثلاثي الفوسفات، حيث قد تنتج التدرجات في الخلايا حول تجمعات الميتوكندريا، وهذه التدرجات أيضًا غير مفهومة جيدًا.

### المركبات البروتينية
يُمكن أن ترتبط البروتينات لتكوين مركبات بروتينية، والتي غالبًا ما تحتوي على مجموعة من البروتينات متماثلة الوظائف، كما هو الحال في الإنزيمات التي تقوم بعدة خطوات في نفس المسار الأيضي. يُساعد هذا التنظيم البروتيني في توجيه الركيزة، الذي يسمح بمرور مُنتج أحد الإنزيمات مباشرةً إلى الإنزيم التالي في المسار دون الخروج إلى المحلول، وأيضًا يُساعد التوجيه في زيادة فعالية وسرعة حدوث المسار الأيضي، بدلًا من توزع الإنزيمات عشوائيًا في العُصارة الخلوية، كما يُساعد التوجيه في تجنب انطلاق أي مركبات وسطية غير مستقرة. على الرغم من أنَّ مجموعة واسعة من المسارات الأيضية تتضمن إنزيمات ترتبط بقوة مع بعضها البعض، إلا أنَّ مساراتٍ أخرى قد تتضمن مركبات ترتبط بشكلٍ رخو، وبالتالي يصعب دراستها خارج الخلية؛ لذلك أهمية هذه المركبات في عملية الأيض لا تزال غير واضحة بشكلٍ عام.

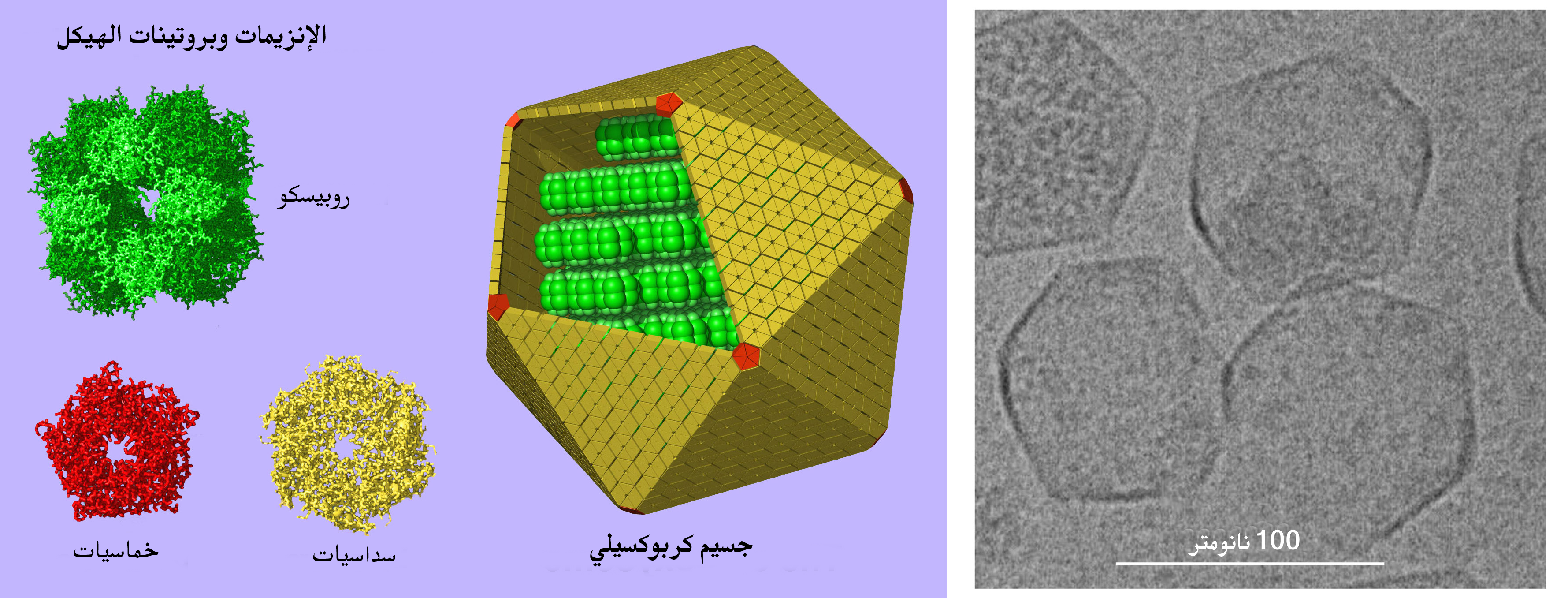
الجسيمات الكربوكسيلية هي بروتينات مُغلِفة للحيز البكتيري الدقيق ضمن العُصارة الخلوية. على اليمين تظهر صورة مجهر إلكتروني للجسيمات الكربوكسيلية، وعلى اليسار نموذج لهيكلها.

### الحيز البروتيني
تحتوي بعض المركبات البروتينية على تجويف مركزي كبير معزول عن باقي العُصارة الخلوية، ومن الأمثلة عليه الحيز المُغلق في الجسيم البروتيني، حيثُ تشكل مجموعة من الوحدات الفرعية تجويف يُشبه المخزن يحتوي على البروتياز الذي يعمل على تحليل بروتينات العصارة الخلوية، وبما أنَّ هذه العملية قد تكون ضارة إذا اختلطت مع باقي العُصارة الخلوية، فإنَّ المخزن يُحاط بمجموعة من البروتينات التنظيمية التي تتعرف على البروتينات مع توجيهها إلى منطقة التحلل (واسِم اليوبيكويتين) وأيضًا إدخالها في التجويف المحلل للبروتين.
هُناك مجموعة أخرى كبيرة من الحيز البروتيني تكون عبارة عن حيز بكتيري دقيق، والتي تتكون من هيكل بروتيني يُغلف مجموعة من الإنزيمات المختلفة، ويكون قطر هذا الحيز حوالي 100-200 نانومتر ويتكون من بروتينات متشابكة. تُعتبر الجسيمات الكربوكسيلية من الأمثلة المفهومة جيدًا حول هذا الموضوع، حيث تحتوي على إنزيمات مُضمنة في تثبيت الكربون مثل روبيسكو.

### هيكل الخلية
على الرغم من أنَّ الهيكل الخلوي ليسَ جزءً من العُصارة الخلوية، إلا أنَّ وجود هذه الشبكة من الخيوط يُقيد انتشار الجزيئات الكبيرة في الخلية، مثلًا، في العديد من الدراسات استبعدت الجزيئات الاستشفافية (المتتبّعة) الأكبر من 25 نانومتر (تقريبًا نفس حجم الريبوسوم) من جزء من العصارة الخلوية حول حواف الخلية وبجانب النواة. قد يحتوي الحيز المُستبعدة منه هذه الجزيئات على شبكة من ألياف الأكتين أكثر كثافة من الجزء المتبقي من العصارة الخلوية. يمكن أن تؤثر هذه النطاقات الصغيرة على توزيع الهياكل الكبيرة مثل الرايبوسومات والعضيات ضمن العصارة الخلوية، وذلك من خلال إبعادها من بعض المناطق وتركيزها في مناطق أخرى.

## الوظيفة
تتعدد وظائف العُصارة الخلوية، حيث تعتبر موقع حدوث العديد من عمليات الخلية، ومن الأمثلة على هذه العمليات توصيل الإشارة من غشاء الخلية إلى مواقع مُعينة داخل الخلية مثل النواة أو العضيات. أيضًا تعتبر العصارة الخلوية موقعًا للعديد من عمليات الانقسام السيتوبلازمي بعد تفكك الغشاء النووي في الانقسام المتساوي. من الوظائف الرئيسية الأخرى للعصارة الخلوية، نقل المُنتجات الأيضية من مواقع الإنتاج إلى مواقع الاستخدام، وهذا الأمر بسيط نسبيًا بالنسبة للجزيئات القابلة للذوبان في الماء، مثل الأحماض الأمينية التي تستطيع الانتشار بسرعة من خلال العصارة الخلوية، ومع ذلك فإنَّ الجزيئات الكارهة للماء مثل الأحماض الدهنية والستيرولات، يُمكن أن تنتقل عبر العصارة الخلوية بواسطة بروتينات ربط خاصة، والتي تنقل هذه الجزيئات بين أغشية الخلية. يُمكن أيضًا أن تنتقل الجزيئات المأخوذة بواسطة الإدخال الخلوي أو التي في طريقها إلى أن تفرز من خلال العصارة الخلوية وعبر الحويصلات التي هي عبارة عن كريات صغيرة من الدهون والتي تنتقل على طول الهيكل الخلوي بواسطة بروتينات حركية.
العصارة الخلوية هي موقع معظم عمليات الأيض لبدائيات النوى، كما أنَّ نسبة كبيرة من عمليات الأيض في حقيقات النوى تحدث فيها. مثلًا، في الثدييات تتواجد حوالي نصف بروتينات الخلية في العصارة الخلوية. تتوفر بيانات أكثر حول الموضوع في الخميرة، حيث تشير عمليات الاستبناء الأيضي أنَّ غالبية العمليات الأيضية ونواتج الأيض تحدث في العصارة الخلوية. غالبية المسارات الأيضية التي تحدث في العصارة الخلوية في الحيوانات هي عبارة عن اصطناع حيوي للبروتين ومسار فوسفات البنتوز وتحلل السكر واستحداث الجلوكوز. قد تكون أماكن حدوث المسارات الأيضية مُختلفة في الكائنات الحية الأخرى، مثلًا يحدث تصنيف الأحماض الدهنية في البلاستيدات الخضراء في النباتات، وفي صانعات القمة في معقدات القمة.

## العصارة الخلوية مقابل السيتوبلازم
غالبًا ما يُخلط بين العصارة الخلوية والسيتوبلازم، ولكنِهما يختلفان تمامًا في الخلايا الحية، حيث يتكون السيتوبلازم من جميع المحتويات داخل الخلية باستثناء نواة الخلية، أما العصارة الخلوية فهي فقط الجزء السائل أو المائي من السيتوبلازم. أي أنَّ السيتوبلازم هو عبارة عن كُل المساحة الموجودة بين النواة وغشاء الخلية، ويتكون من العُصارة الخلوية والعضيات الأخرى، وتعتبر العصارة الخلوية من أهم المواد في السيتوبلازم.

## التسمية
تُنطق كلمة Cytosol (سيتوسول) حَسب الألفبائية الصوتية الدولية (‎/ˈsaɪtəˌsɒl/‏)، وحسب قاموس ميريام وبستر، فإنَّ كلمة Cytosol (سيتوسول) عُرفت لأول مرة في عام 1965.
حسب قاموس التراث الأمريكي للغة الإنجليزية، فإنَّ كلمة Cytosol (سيتوسول) تتكون من مقطعين، الأول cyto- وهي سابقة بمعنى الخلية أو خلوي، والثاني sol وهو اختصار لكلمة solution والتي تعني محلول.

## كتب
- Wheatley, Denys N.; Pollack, Gerald H.; Cameron, Ivan L. (2006). Water and the Cell [الماء والخلية] (بالإنجليزية). Berlin: Springer. ISBN:1-4020-4926-9. OCLC:71298997.
- LESLIE P. GARTNER; JAMES L. HIATT (2011). Concise Histology [المختصر في علم الأنسجة] (بالإنجليزية). Philadelphia: إلزيفير. ISBN:9780702031144. {{استشهاد بكتاب}}: الوسيط |تاريخ الوصول بحاجة لـ |مسار= (help)
- John McBrewster; Agnes F. Vandome; Frederic P. Miller (2009). Cytosol [السيتوسول] (بالإنجليزية). Saarbrücken: VDM Publishing. ISBN:9786130260729. {{استشهاد بكتاب}}: الوسيط |تاريخ الوصول بحاجة لـ |مسار= (help)